# Iridogorgia fontinalis
Iridogorgia fontinalis is een zachte koraalsoort uit de familie Chrysogorgiidae. De koraalsoort komt uit het geslacht Iridogorgia. Iridogorgia fontinalis werd in 2007 voor het eerst wetenschappelijk beschreven door Watling.